# Сталин против марсиан
«Ста́лин про́тив марсиа́н» (англ. Stalin vs. Martians) — компьютерная игра в жанре RTS, созданная компаниями Dreamlore Games, N-Game Studios и Black Wing Foundation и выпущенная в России компанией «Новый Диск» в 2009 году. Выпуск в других странах мира осуществляет компания Paradox Interactive.

## Сюжет
Сюжет игры описывается разработчиками следующим образом:
На дворе 1942 год. Лето. В Сибири неожиданно высаживаются марсиане. Событие настолько важное, что операцию против инопланетных супостатов берет под свой контроль лично товарищ Сталин. Операция секретная и факт высадки инопланетных войск скрывается.
Как разработчиками, так и рецензентами отмечается китчевый характер игры.

## Игровой процесс
Игра представляет собой стратегию в реальном времени с аркадными элементами. Игроку предоставляется в распоряжение группа войск, с помощью которых необходимо выполнять обычные для данного жанра задания (уничтожение вражеских группировок войск и защита территории). На месте убитых врагов остаются рубли, которые можно тратить на «покупку» подкреплений, и различные бонусы.
Среди доступных для управления игроком юнитов присутствуют различные образцы советского вооружения, а также двадцатиметровый Иосиф Виссарионович Сталин.

## Саундтрек
В записи саундтрека игры приняли участие:
- Группа My Little Airport[англ.] (Гонконг).
- Jerry Lenin и группа Lady's Man Архивная копия от 24 октября 2019 на Wayback Machine .
- Ilya Orange.
- Группа АнЖ.

Вступительный ролик к игре включает исполнение государственного гимна СССР в варианте 1977 года. Видеоряд при этом состоит из статичного изображения государственного Флага СССР.

## Интересные факты
- В третьей миссии на карте можно найти памятник знаменитому в игростроительных кругах гному Гнум. В сумке гнома находится бутылочка с «йадом», в которой полигонов больше, чем в самой модели[2].

## Оценки и награды
| Сводный рейтинг       | Сводный рейтинг |
| Агрегатор             | Оценка          |
| --------------------- | --------------- |
| GameRankings          | 23,41 %         |
| Metacritic            | 25/100          |
| Иноязычные издания    |                 |
| Издание               | Оценка          |
| GameSpot              | 1,5/10          |
| IGN                   | 2,0/10          |
| Русскоязычные издания |                 |
| Издание               | Оценка          |
| Absolute Games        | 35 %            |
| «Игромания»           | Без оценки      |
| «ЛКИ»                 | 33 %            |

Игра была противоречиво воспринята российской критикой: отзывы расходятся от «черт-знает-что и сбоку инфантильный бантик» до «самая смешная отечественная игра последнего времени».
Мировой релиз получил в основном негативные отзывы. На сайте-агрегаторе Metacritic игра получила 25 баллов из 100. Gamespot присвоил игре оценку 1.5/10, назвав её «возможно, худшей стратегией в реальном времени из числа когда-либо созданных». Resolution, присвоив игре оценку 35 %, дал совет не покупать игру, и заключил, что некоторые её моменты «невероятно умиляют».